# Championnat du Ghana de football 1979
Navigation
Saison précédente Saison suivante
La saison 1979 du Championnat du Ghana de football est la vingt-et-unième édition de la première division au Ghana, la Premier League. Elle regroupe, sous forme d'une poule unique, les dix-huit meilleures équipes du pays qui se rencontrent deux fois, à domicile et à l'extérieur. En fin de saison, les deux derniers du classement sont relégués et remplacés par les deux meilleurs clubs de deuxième division.
C'est le club d'Hearts of Oak SC, tenant du titre, qui remporte à nouveau le championnat cette saison après avoir terminé en tête du classement final, avec un seul point d'avance sur Asante Kotoko et onze sur Dumas Boys of GTP. C'est le huitième titre de champion du Ghana de l'histoire du club, qui réussit même le doublé en s'imposant face à Eleven Wise en finale de la Coupe du Ghana.

## Les clubs participants
| - Hearts of Oak SC - Asante Kotoko - Dumas Boys of GTP - Great Olympics - Real Tamale United - GIHOC Stars - Volta Juantex - Susu Biribi FC - Promu de D2 - SS-1974 | - Eleven Wise - Tarkwa Gold Stars - Promu de D2 - Sekondi Hasaacas - Cornerstones Kumasi - Brong Ahafo United - Mysterious Dwarfs - Complex Stars of FCC - Bofoakwa Tano FC - Akotex FC |

## Compétition
Le barème de points servant à établir les classements se décompose ainsi :
- Victoire : 2 points
- Match nul : 1 point
- Défaite : 0 point

### Première phase
| Rang | Équipe               | Pts | J  | G  | N  | P  | Bp | Bc | Diff |
| ---- | -------------------- | --- | -- | -- | -- | -- | -- | -- | ---- |
| 1    | Hearts of Oak SC'T'C | 51  | 34 | 22 | 7  | 5  | 64 | 25 | +39  |
| 2    | Asante Kotoko        | 50  | 34 | 22 | 6  | 6  | 51 | 24 | +27  |
| 3    | Dumas Boys of GTP    | 40  | 34 | 15 | 10 | 9  | 32 | 24 | +8   |
| 4    | Sekondi Hasaacas     | 38  | 34 | 15 | 8  | 11 | 35 | 24 | +11  |
| 5    | Eleven Wise          | 36  | 34 | 12 | 12 | 9  | 28 | 21 | +7   |
| 6    | Real Tamale United   | 36  | 34 | 14 | 8  | 11 | 39 | 25 | +14  |
| 7    | Volta Juantex        | 36  | 34 | 11 | 14 | 8  | 33 | 27 | +6   |
| 8    | GIHOC Stars          | 35  | 32 | 12 | 11 | 9  | 35 | 30 | +5   |
| 9    | Great Olympics       | 34  | 34 | 11 | 12 | 11 | 25 | 28 | -3   |
| 10   | SS-1974              | 33  | 33 | 12 | 9  | 12 | 47 | 47 | 0    |
| 11   | Tarkwa Gold StarsP   | 30  | 32 | 10 | 10 | 12 | 38 | 32 | +6   |
| 12   | Cornerstones Kumasi  | 30  | 34 | 7  | 16 | 11 | 32 | 37 | -5   |
| 13   | Akotex FC            | 28  | 34 | 7  | 14 | 13 | 29 | 32 | -3   |
| 14   | Mysterious Dwarfs    | 28  | 34 | 6  | 16 | 12 | 25 | 32 | -7   |
| 15   | Complex Stars of FCC | 27  | 34 | 7  | 13 | 14 | 26 | 36 | -10  |
| 16   | Brong Ahafo United   | 25  | 34 | 8  | 9  | 17 | 36 | 46 | -10  |
| 17   | Susu Biribi FCP      | 23  | 34 | 7  | 9  | 18 | 33 | 48 | -15  |
| 18   | Bofoakwa Tano FC     | 23  | 34 | 9  | 5  | 20 | 37 | 57 | -20  |

|  | Qualification pour la Coupe des clubs champions africains 1980                        |
|  | Qualification pour la Coupe des Coupes 1980                                           |
|  | Relégation directe en deuxième division                                               |
|  | T : Tenant du titre C : Vainqueur de la Coupe du Ghana P : Promu de deuxième division |

## Bilan de la saison
| Championnat du Ghana de football 1978-1979 |                             |
| Champion                                   | Hearts of Oak SC (8e titre) |
| Coupes et trophées                         |                             |
| Vainqueur de la Coupe du Ghana 1978-1979   | Hearts of Oak SC            |
| Qualifications continentales               |                             |
| Coupe des clubs champions africains 1980   | Hearts of Oak SC            |
| Coupe des Coupes 1980                      | Eleven Wise                 |
| Promotions et relégations                  |                             |
| Promus en Premier League                   | Prestea Mines Stars         |
| Promus en Premier League                   | Fankobaa Swedru             |
| Relégués en Second League                  | Susu Biribi FC              |
| Relégués en Second League                  | Bofoakwa Tano FC            |